# Estádio Serra Dourada
Das Estádio Serra Dourada ist ein Fußballstadion in der brasilianischen Stadt Goiânia, Bundesstaat Goiás. Es bietet Platz für 41.574 Zuschauer und dient den Vereinen Goiás EC, Atlético Goianiense und Vila Nova FC als Heimstätte. Der Name des Stadions bezieht sich auf das Gebirge im Nordwesten von Goiás, die Serra Dourada.

## Geschichte
Das Estádio Serra Dourada in Goiânia, der Hauptstadt des brasilianischen Bundesstaats Goiás im Inneren des Landes, liegt im Stadtviertel Jardim Goiás. Es wurde 1975 fertiggestellt und am 9. März des Jahres eröffnet. Zum ersten Spiel im neuen Stadion trafen sich eine Auswahl von Goiás und die Fußballnationalmannschaft Portugals zu einem Freundschaftsspiel, das Goiás mit 2:1 gewann. Bei diesem Spiel kamen 79.610 Zuschauer ins Estádio Serra Dourada, was bis heute den Zuschauerrekord darstellt.
Seit 1975 wird das Stadion von den drei bedeutenden Vereinen aus Goiânia als Austragungsort für Heimspiele genutzt. Allerdings besitzen Goiás EC, Atlético Goianiense und Vila Nova FC eigene, kleinere Stadien, sodass sie nur zu Spielen, wo ein größerer Zuschauerandrang zu erwarten ist, ins Estádio Serra Dourada ausweichen. Einen Titel konnten diese drei Vereine zwar noch nicht gewinnen, aber immerhin beherbergte das Estádio Serra Dourada im Jahre 2010 das Finalhinspiel um die Copa Sudamericana. Das Hinspiel wurde von Goiás EC in Goiânia mit 2:0 gegen den argentinischen Vertreter CA Independiente aus Avellaneda gewonnen, im Rückspiel unterlag man jedoch im Estadio Libertadores de América zunächst mit 1:3 und dann mit 3:5 im Elfmeterschießen. Die größten Erfolge der Mannschaften aus Goiânia sind einige Titel in der Staatsmeisterschaft von Goiás, die jeder der drei Vereine mindestens 11 Mal gewannen. Aktuell spielt Atlético Goianiense in der Série A, Goiás EC in der Série B und Vila Nova FC ebenfalls in der zweithöchsten Spielklasse.
Das Estádio Serra Dourada in Goiânia war ein Spielort der Copa América 1989. Dabei war das Stadion das mit einer Zuschauerkapazität von 22.000 Plätzen das kleinste der vier Stadien, es fanden aber dennoch zehn Spiele im Stadion statt. Die weiteren Stadien bei diesem Turnier waren das 145.000 Zuschauer fassende Maracanã in Rio de Janeiro, das 60.000 Zuschauer fassende Estádio do Arruda in Recife und das für 30.000 Zuschauer zugelassene Estádio Fonte Nova in Salvador da Bahía. Die niedrige Kapazität von 22.000 Plätzen zum Zeitpunkt der Copa América kommt daher, da zu internationalen Wettbewerben nur Sitzplätze zugelassen sind und es damals noch sehr viele Stehplätze im Estádio Serra Dourada gab.

## Galerie

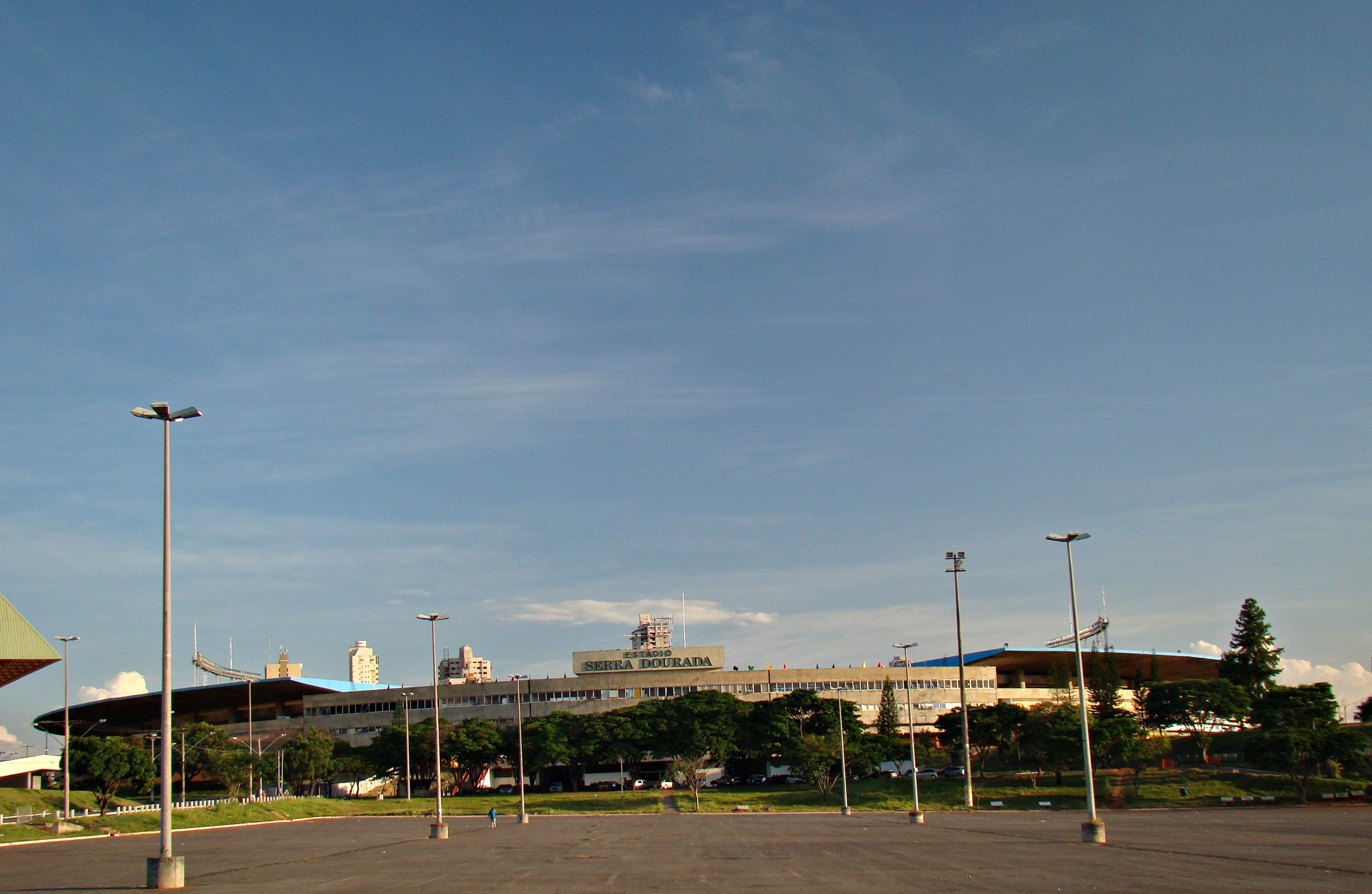
Außenansicht des Stadions
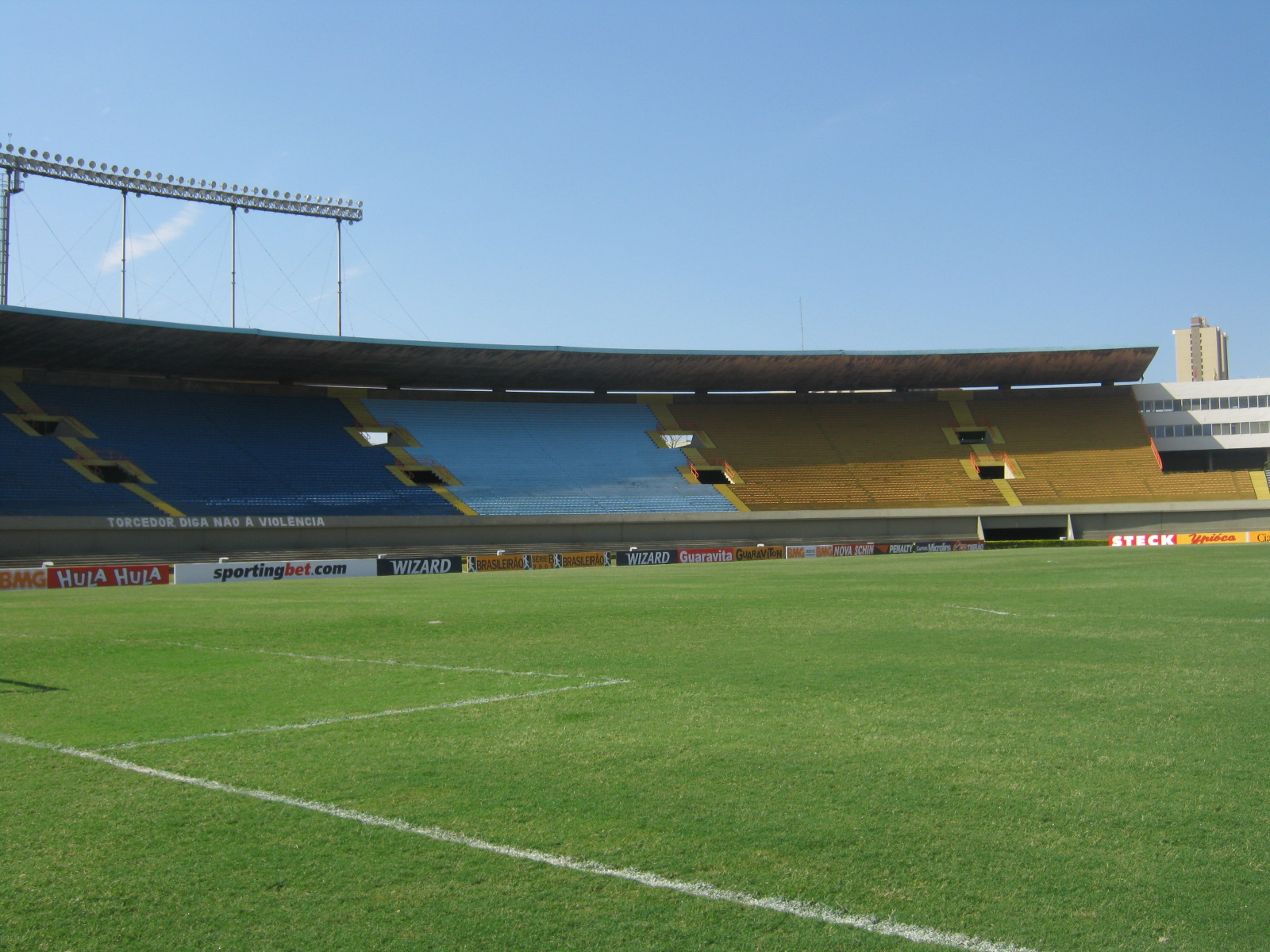
Blick ins Stadion